# Aurel Cornea

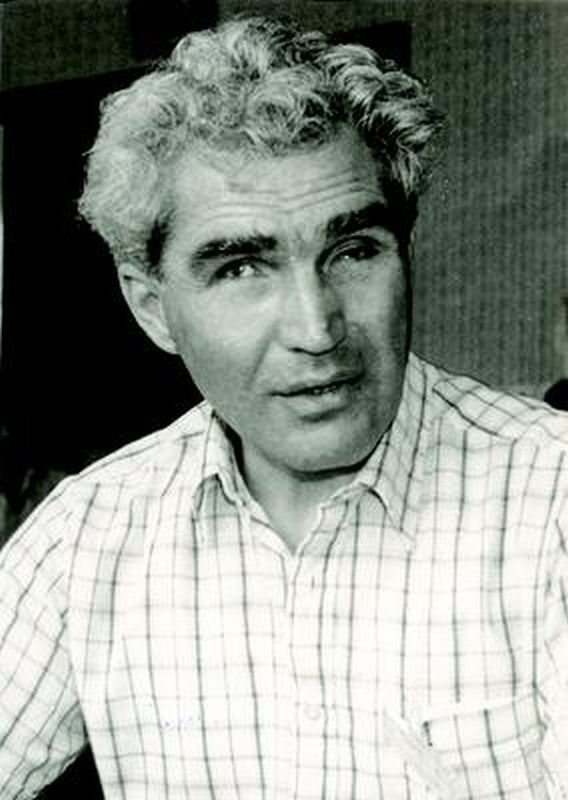
Aurel Cornea, 1987

Aurel Cornea  (Veneția de Jos, Brașov, 6 de julho de 1933 – 3 de setembro de 2005) foi um matemático romeno, que trabalhou com análise e principalmente teoria do potencial.
Cornea frequentou a escola em Budapeste e ficou cego com 15 anos de idade em um experimento químico. Estudou matemática na Universidade de Bucareste, onde obteve um doutorado e a habilitação, e onde lecionou de 1955 a 1978 e esteve no Instituto de Matemática da Academia de Ciências da Romênia. Por ocasião da visita ao Congresso Internacional de Matemáticos em Helsinque em 1978 imigrou para os Estados Unidos. Foi professor visitante na Universidade McGill, na Universidade de Montreal e na Universidade de Illinois em Urbana-Champaign, e depois professor visitante na Universidade de Frankfurt. A partir de 1980 foi professor de matemática da Universidade Católica de Eichstätt-Ingolstadt. Aposentou-se em 1999. Morreu em um acidente automobilístico.

## Obras
- com Corneliu Constantinescu: Ideale Ränder Riemannscher Flächen, Ergebnisse der Mathematik und ihrer Grenzgebiete, Springer 1963
- com Corneliu Constantinescu: Potential Theory on Harmonic Spaces, Grundlehren der mathematischen Wissenschaften 158, Springer 1972
- com Gabriela Licea: Order and Potential Resolvent Families of Kernels, Lecture Notes in Mathematics 494, Springer 1975
- com Nicu Boboc; Gheorghe Bucur: Order and convexity in potential theory: H-cones, Lecture Notes in Mathematics 853, Springer 1981